# Escalopa
Una escalopa és un tros de carn desossat i laminat amb una maça o corró pastisser. També es refereix al plat que en resulta quan es prepara arrebossada. Les mides típiques d'una escalopa utilitzada a la indústria alimentària oscil·len entre els 110 i els 225 grams.

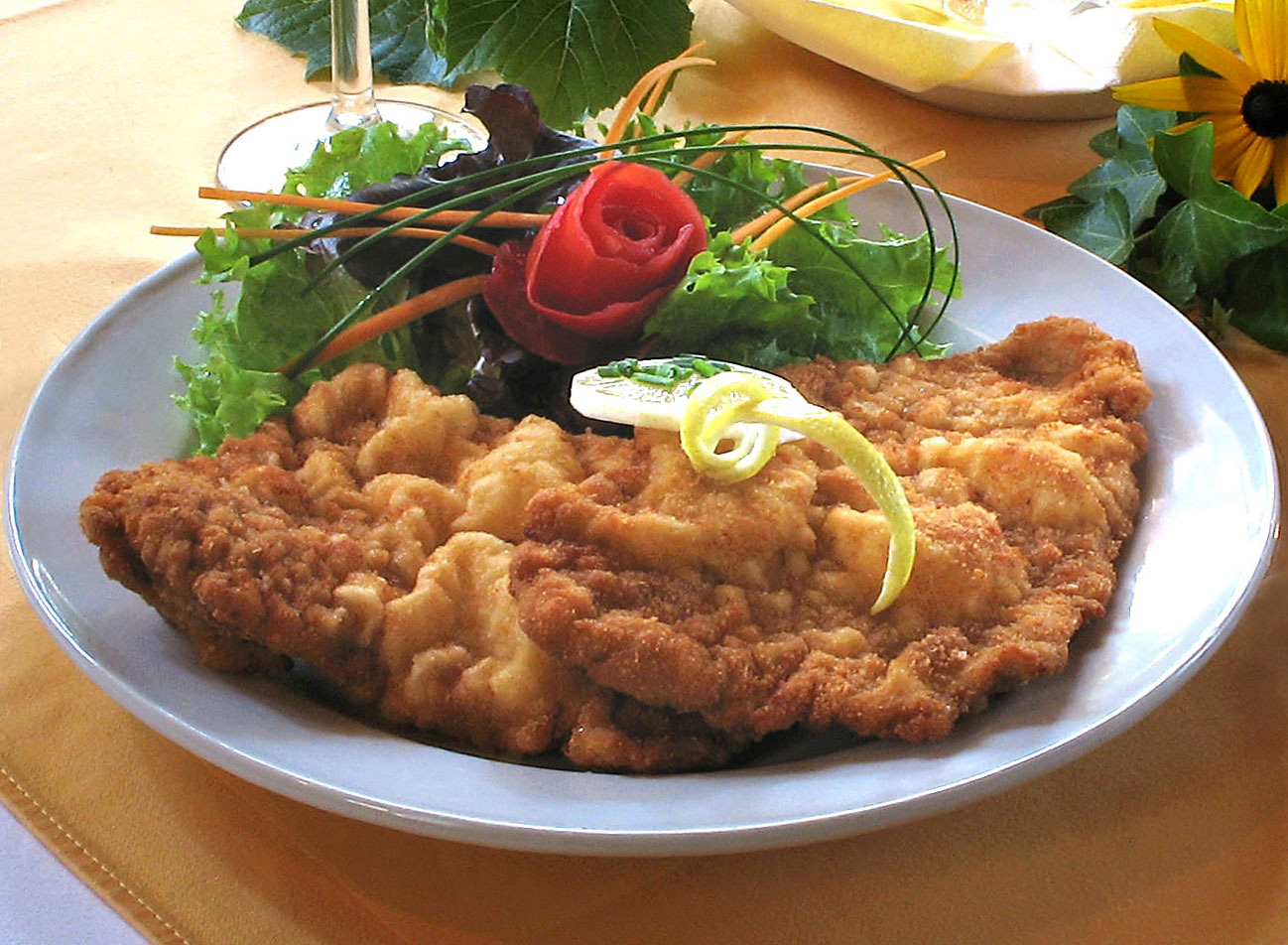
Exemple d'escalopa vienesa (Wiener Schnitzel)

La paraula escalopa provindria del francès escalope. i hauria aparegut per primera vegada en la terminologia culinària de finals del segle xvii com una expressió dialectal al nord-est de la França rural, que originalment significava una nou o mol·lusc amb closca: veau à l'escalope (vedella cuita a l'estil d'escalope).